# ریشارد شیویتس
ریشارد شیویتس (لهستانی: Ryszard Siwiec; ۷ مارس ۱۹۰۹ – ۱۲ سپتامبر ۱۹۶۸) حسابدار، آموزگار اهل لهستان بود که در سال ۱۹۶۸ به نشانهٔ اعتراض به سرکوب بهار پراگ در استادیوم ملی ورشو خود را آتش زد.